# São João del Rei
São João del Rei este un oraș în Minas Gerais (MG), Brazilia.
1. ↑   https://www.ibge.gov.br/cidades-e-estados/mg/sao-joao-del-rei.html Lipsește sau este vid: |title= (ajutor)